# Juiced〜チューンドカー伝説〜
『Juiced〜チューンドカー伝説〜』（ジュースド チューンドカーでんせつ、欧米版タイトルJuiced ）はアメリカTHQより発売されたカーレースゲーム。欧米では2005年6月にパソコン、PlayStation 2、Xbox用が発売された。
日本ではセガからPlayStation 2用が2006年5月18日発売。

## 解説
『ニード・フォー・スピード アンダーグラウンド』シリーズと同じくクルマをスポーツコンパクトにチューンできるのが特徴。
また、エアロパーツやホイールなどがメーカー公認で100種類以上登場しているため、1台の改造パターンは7兆5千億通りにもなる。

## ゲームモード
キャリア
本作のメインモード。
エンジェルシティを舞台に8人のライバルたちとレースをしながら自分のスキルを向上させ、すべてのライバルから最高の尊敬を勝ち取るのが最終目的になる。
アーケード
全5戦のシリーズを戦うもの。様々なイベントをクリアすることで「カスタムレース」で使えるクルマやコースが増えていく。
カスタムレース
「アーケード」でアンロックしたクルマとコースで、自分の好きな様にレースを作れるモード。
マルチプレイ
分割画面による2人対戦ができる。
オプション
ゲームの各種設定が行える。

## 登場車両
- アキュラ
  - NSX（NA1）
  - RSXタイプS
  - インテグラタイプR'99
- ホンダ
  - CR-X（EF8）
  - NSX（NA1）
  - S2000（AP1）
  - インテグラタイプR'99
  - インテグラタイプR（DC5）
  - シビックDX
  - シビックタイプR（EP3）
  - プレリュード VT（BB1）
- プジョー
  - 206GTI
- フォルクスワーゲン
  - ゴルフMKIV
  - ビートルGLS1.8T
  - コラードVR6
- 日産
  - 300Z
  - 350Z
  - スカイラインGT-R（BNR34）
- 三菱
  - FTO（DE3A）
  - 3000GT
  - エクリプスGSX（D32A）
  - ランサーエボリューションVI
  - ランサーエボリューションVIII
- スバル
  - インプレッサWRX STi（GDB丸目）
  - インプレッサ22B STi（GC8）
- トヨタ
  - MR-S
  - MR2（SW20）
  - カローラ1.6
  - スープラ（JZA80）
  - セリカSS-I（ST202）
  - セリカSS-II（ZZT231）
- フォード
  - 2003フォーカスSVT
  - 2004フォーカスZTS
  - '67マスタング
  - マスタング99GT
  - ファルコンXR8
- マツダ
  - MX-5（NA8C）
  - RX-7（FD3S）
  - RX-8
- フィアット
  - プント1.8HGT
- ボクスホール
  - コルサSri1.8i16V
- シボレー
  - コルベットZO6
  - コルベットスティングレイ
  - カマロ Z28 '69
  - カマロ（最終型）
- ダッジ
  - SRT-4
  - ネオンR/T
  - 1969チャージャーR/T
  - バイパーGTS
- ポンティアック
  - ファイアーバード
- ルノー
  - クリオ・スポール2.0 16V
- ホールデン
  - モナーロCV8

## サウンド
- ドルビーデジタル
- ステレオ
- モノラル

から選べる。 